# IBM Fellow
IBM Fellow ist die höchste technische Karrierestufe und Auszeichnung bei IBM.

## Hauptteil
IBM Fellows genießen große, in der Industrieforschung sehr ungewöhnliche Freiräume und können über fünf Jahre ihr Forschungsfeld frei wählen mit voller Unterstützung von IBM. Dieser Handlungsspielraum kann nach turnusmäßiger Neubewertung der Forschung des IBM Fellows nach fünf Jahren um jeweils weitere fünf Jahre verlängert werden. Ein IBM Fellow wird direkt vom Vorstand (CEO) ernannt und wirkt weltweit in der Firma als Berater und Mentor auf seinem Fachgebiet. Der Fellow-Status wird beim alljährlichen Corporate Technical Recognition Event (CTRE) auf Lebenszeit verliehen. Jedes Jahr werden rund zehn neue IBM Fellows ernannt.

## Geschichte
Seit T. J. Watson das Programm 1963 einführte, wurden 305 Mitarbeiter zum IBM Fellow ernannt, von denen heute noch 89 bei IBM angestellt sind (Stand: Mai 2019).
Zu den IBM Fellows gehören die Nobelpreisträger Gerd Binnig und Heinrich Rohrer (Rastertunnelmikroskop) und Georg Bednorz und Karl Alexander Müller (Hochtemperatursupraleiter), die alle am IBM Zurich Research Laboratory arbeiteten, sowie Leo Esaki (Erfinder der Esaki-Diode). Weitere bekannte Preisträger sind der Mathematiker Benoît Mandelbrot (Pionier der Fraktale) sowie die Gewinner des Turing Awards John W. Backus (Fortran), Ken Iverson (APL, interaktive Systeme), Edgar F. Codd (relationale Datenbank), John Cocke (Compiler, RISC-Architektur) und Frances E. Allen (optimierende Compiler). Weitere Pionierleistungen von IBM Fellows waren unter anderem die ersten Festplattenlaufwerke (Reynold B. Johnson, 1956), DRAM (Robert H. Dennard 1966), ISA (AT-Bus, Mark E. Dean), der Trackpoint (Ted Selker), und die Datenbank-Abfragesprache SQL (Donald D. Chamberlin 1974).

## Liste von IBM Fellows
- Francis E. Hamilton (1963)[6]
- Ronald D. Dodge (1963)[6]
- Charles R. Doty, Sr. (1963)[6]
- Clyde J. Fitch (1963)[6]
- Ralph Palmer (1963)
- John Backus (1963)
- Genung L. Clapper (1963)[7]
- Llewellyn Thomas (1963)[7]
- Jonas E. Davyger (1964)
- Ralph E. Gomory (1964)
- Robert Henle (1964)
- James A. Weidenhammer (1964)[6]
- Laurence A. Wilson (1964)[6]
- Gene Amdahl (1965)
- Reynold B. Johnson (1965)
- Stephen W. Dunwell (Red Dunwell) (1966)[6][8]
- George T. Judson (1966)
- James M. Brownlow (1967)
- George F. Daly (1967)
- Wallace F. Eckert (1967)
- Leo Esaki (1967)
- Richard L. Garwin (1967)
- Jean Ghertman (1967)
- Evon C. Greanias (1967)
- Edward J. Rabenda (1967)
- Nathaniel Rochester (1967)
- Walter Buslik (1968)[6]
- L. Roy Harper (1968)[9]
- Peter Sorokin (1968)
- Leon E. Palmer (1968)
- E. Alan Brown (1969)[6]
- Harwood G. Kolsky (1969)[9]
- Herman Goldstine (1969)[10]
- Rolf Landauer (1969)
- Charles E. Owen (1969)
- Jacob Riseman (1969)
- Wouter Vanderkulk (1969)
- Enrico Clementi (1970)
- David DeWitt (1970)[9]
- Victor R. Witt (1970)[6]
- John Battiscombe Gunn (Ian Gunn) (1971)
- Kenneth E. Iverson (1971)
- Joseph C. Logue (1971)
- John Cocke (1972)
- William F. Beausoleil (1972)
- Shmuel Winograd (1972)
- Harlan Mills (1973)[11]
- Robert A. Nelson (1973)
- William E. Harding (1973)
- Richard George Brewer (1973)[9]
- Dean Eastman (1974)
- Jack Harker (1974)
- Benoît Mandelbrot (1974)
- Otto Gert Folberth (1974)
- Harold Fleisher (1974)
- Charles F. Borteck (1974)
- Andrew R. Heller (1975)[9]
- Henri Nussbaumer (1975)
- Joseph P. Pawletko (1975)
- James H. Pomerene (1976)
- Carl A. Queener (1976)
- Edgar F. Codd (1976)
- Heinz Zemanek (1976)
- Alec Broers (1977)[12]
- Donald K. Rex (1977)
- Thomas H. Simpson (1977)
- Alan J. Hoffman (1978)
- Robert H. Dennard (1979)
- Siegfried K. Wiedmann (1979) (IBM Böblingen)
- David E. Cuzner (1979)
- David Thompson (David A. Thompson) (1980)
- Richard Blahut (1980)
- Robert E. Pattison (1980)
- George Radin (1980)
- Donald P. Seraphim (1981)
- Edward H. Sussenguth (1981)
- Janusz S. Wilczynski (1981)
- Karl Alexander Müller (Alex Müller) (1982)
- Edward B. Eichelberger (1982)
- Richard Chu (1983)
- Alan B. Fowler (1983)
- Werner Kulcke (1983)
- Charles D. Mee (1983)
- James P. Gray (1984)
- Mu-Yue Hsiao (Ben Hsiao) (1984)
- Rao R. Tummala (1984)
- Allan L. Scherr (1984)
- Gottfried Ungerböck (1984)
- Grant Willson (1985)
- Hans Pfeiffer (1985)
- Jerry Woodall (1985)
- G. Glenn Henry (1985)
- Heinrich Rohrer (1986)
- Arvind M. Patel (1986)[13]
- Lubomyr Romankiw (1986)
- Gerd Binnig (1986)
- Dale L. Critchlow (1986)
- James M. Kasson (1986)
- J. Georg Bednorz (1987)
- Edwin R. Lassettre (1987)
- Paul A. Totta (1987)
- Karl Hermann (1987)
- Nick Pippenger (1987)
- Bernard R. Aken Junior (1988)
- Michael Hatzakis (1988)
- James L. Walsh (1988)
- Larry Loucks (1989)
- Alfred Cutaia (1989)
- Frances E. Allen (1989)
- Donald Haderle (1989)
- Russell Lange (1989)
- Michael F. Cowlishaw (1990)
- J. Kent Howard (1990)
- Ellis L. Johnson (1990)
- Howard L. Kalter (1990)
- Randolf G. Scarborough (1990)
- Marc Auslander (1991)
- Richard Baum (Richard I. Baum) (1991)
- Tak Ning (1991)
- Paul H. Bardell (1991)
- H. Bernhard Pogge (1991)
- Bernard S. Meyerson (1992)
- Don Eigler (1993)
- Peter Kogge (1993)
- Anthony Temple (1993)
- James T. Brady (1993)
- Charles R. Hoffman (1993)
- Martin E. Hopkins (1993)
- Diane Pozefsky (1994)
- Patricia Selinger (1994)
- Johann Greschner (1994)
- Richard R. Oehler (1994)
- Celia Yeack-Scranton (1994)
- Charles H. Bennett (1995)
- Mark E. Dean (1995)
- Michael D. Swanson (1995)
- Ching H. Tsang (1995)
- Bijan Davari (1996)
- James Rymarczyk (1996)
- Ted Selker (1996)
- Bruce Lindsay (1996)
- Yutaka Tsukada (1996)
- Brian E. Clark (1996)
- Ramesh Agarwal (1997)
- Jean Calvignac (1997)
- C. Mohan (Chandrasekaran Mohan) (1997)[14]
- Cesar A. Gonzales (1998)
- Steven R. Hetzler (1998)
- Tze-Chiang Chen (1999)
- Irene Greif (1999)
- Alex Morrow (1999)
- Stuart Parkin (1999)
- Hamid Pirahesh (1999)
- Gururaj S. Rao (1999)
- Nicholas Shelness (1999)
- Carl J. Anderson (2000)
- Josephine M. Cheng (2000)
- H. Kumar Wickramasinghe (2000)
- Ravi K. Arimilli (2001)
- Donald F. Ferguson (2001)
- Jai M. Menon (2001)
- Joan L. Mitchell (2001)
- Arimasa Naitoh (2001)
- Jeffrey M. Nick (2001)
- Ghavam Shahidi (2001)
- Rakesh Agrawal (2002)
- Michael H. Hartung (2002)
- James A. Kahle (2002)
- Maurice J. Perks (2002)
- Anthony A. Storey (2002)
- Grady Booch (2003)
- Donald D. Chamberlin (2003)
- George M. Galambos (2003)
- Rodney A. Smith (2003)
- Charles F. Webb (2003)
- Phaedon Avouris (2004)
- Curt L. Cotner (2004)
- David L. Harame (2004)
- Audrey A. Helffrich (2004)
- Kevin A. Stoodley (2004)
- Evangelos S. Eleftheriou (2005)
- Larry M. Ernst (2005)
- Ed Kahan (2005)
- Bradley D. McCredie (2005)
- Yun Wang (2005)
- Thomas M. Bradicich (2006)
- John Maxwell Cohn (2006)
- Gennaro A. Cuomo (2006)
- Daniel C. Edelstein (2006)
- Alan Gara (2006)
- Ray Harishankar (2006)
- Kerrie L. Holley (2006)
- Carol A. Jones (2006)
- Brenda L. Dietrich (2007)
- David B. Lindquist (2007)
- Martin P. Nally (2007)
- Edward J. Seminaro (2007)
- Mark N. Wegman (2007)
- Chris C. Winter (2007)
- Emmanuel Crabbé (2008)
- Robert H. High, Jr. (2008)
- Hiroshi Ito (2008)
- Susan L. Miller-Sylvia (2008)
- David Nahamoo (2008)
- Pratap Pattnaik (2008)
- Thomas L. Seevers (2008)
- Moshe Yanai (2008)
- Harry M. Yudenfriend (2008)
- Nicholas M. Donofrio (2008)
- Chieko Asakawa (2009)
- Laura Haas (2009)
- Michael A. Kaczmarski (2009)
- Hung Q. Le (2009)
- Roger R. Schmidt (2009)
- Martín-J Sepúlveda (2009)
- Satya P. Sharma (2009)
- Tim J. Vincent (2009)
- James C. Colson (2010)
- Jeffrey A. Frey (2010)
- Alfred Grill (2010)
- Subramanian Iyer (2010)
- Anant D. Jhingran (2010)
- Charles Johnson (2010)
- David Ferrucci (2011)
- Renato Recio (2011)
- Bradford Brooks (2011)
- Steven W. Hunter (2011)
- Nagui Halim (2011)
- Stefan Pappe (2011)
- Wolfgang Rösner (2011)
- Bob Blainey (2011)
- Luba Cherbakov (2012)
- Paul Coteus (2012)
- Ronald Fagin (2012)
- Vincent Hsu (2012)
- Jeff Jonas (2012)
- Ruchir Puri (2012)
- Balaram Sinharoy (2012)
- Neil Bartlett (2013)[15]
- Jon Casey (2013)
- Monty Denneau (2013)
- Jason McGee (2013)
- John Ponzo (2013)
- Heike Riel (2013)
- Dinesh Verma (2013)
- Chandu Visweswariah (2013)
- Sandy Bird (2014)
- Rhonda Childress (2014)
- Alessandro Curioni (2014)
- Tamar Eilam (2014)
- Michael P. Haydock (2014)
- Namik Hrle (2014)
- Dharmendra S. Modha (2014)
- Aleksandra Mojsilovic (2014)
- Krishna Ratakonda (2014)
- Shivakumar Vaithyanathan  (2014)
- Andy Walls (2014)
- Donna Dillenberger (2015)
- Chitra Dorai (2015)
- Michael Factor (2015)
- Steve Fields (2015)
- Mickey Iqbal (2015)
- Bala Rajaraman (2015)
- Berni Schiefer (2015)
- Jim Sexton (2015)
- Jing Shyr (2015)
- John Smith (2015)
- Mac Devine (2016)
- Blaine Dolph (2016)
- Stacy Joines (2016)
- Shankar Kalyana (2016)
- Adam Kocoloski (2016)
- Bill Kostenko (2016)
- JR Rao (2016)
- Salim Roukos (2016)
- Ajay Royyuru (2016)
- Gosia Steinder (2016)
- Tanveer Syeda-Mahmood (2016)
- Charlie Hill (2017)
- Dakshi Agrawal (2017)
- Ed P. Calusinski (2017)
- Eric Herness (2017)
- Hillery C. Hunter (2017)
- Hugo M. Krawczyk (2017)
- Matt A. Huras (2017)
- Matthias Steffen (2017)
- Rachel Reinitz (2017)
- Sam Lightstone (2017)
- Sridhar R. Muppidi (2017)
- Kyle Brown (2018)
- Jay Gambetta (2018)
- Teresa Hamid (2018)
- Jianying Hu (2018)
- Harry Kolar (2018)
- Vijay Narayanan (2018)
- Paul Taylor (2018)
- Mike Williams (2018)
- Rama Akkiraju (2019)
- Ann Corrao (2019)
- Chris Ferris (2019)
- Laxmi Parida (2019)
- Rashik Parmar (2019)
- Gustavo Stolovitzky (2019)
- Elpida Tzortzatos (2019)
- Ram Viswanathan (2019)
- Mohamed Nooman Ahmed (2020)
- Ajay Apte (2020)
- Andreas Bieswanger (2020)
- Catherine Crawford (2020)
- Nduwuisi Emuchay (2020)
- Marc Fiammante (2020)
- Kailash Gopalakrishnan (2020)
- Shalini Kapoor (2020)
- Jim Olson (2020)
- Emi Olsson (2020)
- Francesca Rossi (2020)
- Ranjan Sinha (2020)
- Faried Abrahams (2021)
- Roland Barcia (2021)
- Sergey Bravyy (2021)
- Oliver Dial (2021)
- Andrew Hately (2021)
- Nataraj Nagaratnam (2021)
- Tetsuya Nikami (2021)
- Maja Vukovic (2021)
- Vita Bortnikov (2022)
- Jerry Chow (2022)
- Christian Jacobi (2022)
- AB Vijay Kumar (2022)
- Marcel Mitran (2022)
- Rosalind Radcliffe (2022)
- Brian Martin (2023)
- Effendi Leobandung (2023)
- Kyle Charlet (2023)
- Natsumi Kurashima (2023)
- Aaron Baughman (2024)
- Kush R. Varshney (2024)
- Trent Gray-Donald (2024)